# Hendrik Rudolph Ribbius
Hendrik Rudolph Ribbius (Arnhem, 9 juni 1881 - Rotterdam, 30 juni 1934) was een Nederlands rechtsgeleerde, hoogleraar burgerlijk recht en het handelsrecht aan de Nederlandsche Handelshoogeschool te Rotterdam, en rector magnificus.

## Leven en werk
Ribbius werd in 1881 geboren in Arnhem als zoon van George Ribbius en Egberta van Lennep. Rond 1900 startte hij zijn studie staatsleer en recht aan de Universiteit Leiden, waar hij enige jaren later promoveerde tot doctor in de staatswetenschappen, en meester in de rechten.
Na zijn studie vestigde Ribbius zich als advocaat in Haarlem, en was lid van de gemeenteraad voor de Liberale Unie van 1913 to 1918. In 1918 werd hij benoemd tot hoogleraar burgerlijk recht en het handelsrecht aan de Nederlandsche Handels-Hoogeschool te Rotterdam, waar hij ook diende als rector magnificus in de studiejaren 1922-1923 en 1929-1930. Ribbius was benoemd naast Willem Hendrik Drucker, die al in 1917 tot gewoon hoogleraar in de rechtswetenschap was aangesteld.
Ribbius was ook actief als plaatsvervangend rechter aan de arrondissementsrechtbank, en was voorzitter van de Vereeniging van Armenzorg, het Rotterdamsche Crisiscomité en de Rotterdamse Huishoudschool. Hij was ook co-redacteur van het Weekblad voor het recht en van het Tijdschrift voor Verzekeringsrecht.

## Publicaties
- H. R. Ribbius, Het Nederlandsche Wisselrecht, van Doesburgh, 1925.

Artikelen, een selectie:
- Ribbius, H.R., "De regeling der uitgaven in het faillissement," in: Rechtsgeleerd magazijn : tijdschrift voor binnen- en buitenlandsche rechtsstudie, vol. 28 (1909), pag. 462-485
- Ribbius, H.R., "Eenige opmerkingen over het wetsontwerp tot regeling van de onrechtmatige daad," in: Rechtsgeleerd magazijn : tijdschrift voor binnen- en buitenlandsche rechtsstudie, vol. 30 (1911), pag. 550-570
- Ribbius, H.R., '"enige gebruikelijke bedingen bij de koopovereenkomst en de rechtspraak daarover," in: Rechtsgeleerd magazijn : tijdschrift voor binnen- en buitenlandsche rechtsstudie, vol. 40/1921, pag. 52-87, 135-172
- Ribbius, H.R., "Voldoet de bestaande rechtstoestand ten aanzien van de gevolgen van wanprestatie bij koop aan redelijke eischen? Zoo neen, welke wijziging behoort naar aanleiding daarvan in de wet te worden gebracht? Praeadvies," in: Handelingen der Nederlandsche Juristen-Vereeniging, vol. 56 (1926), afl. 1/stuk 2, pag. 1-55
- Ribbius, H.R., "Molengraaff en het order- en toonderpapier," in: Rechtsgeleerd magazijn : tijdschrift voor binnen- en buitenlandsche rechtsstudie, vol. 50 (1931), pag. 337-350